# Pristinella idrensis
Pristinella idrensis är en ringmaskart som först beskrevs av Carlos Frankl Sperber 1948.  Pristinella idrensis ingår i släktet Pristinella, och familjen Naididae. Arten är reproducerande i Sverige.